# The Shivah
The Shivah è un videogioco d'avventura del 2006 sviluppato e pubblicato da Wadjet Eye Games.

## Modalità di gioco
Gioco punta e clicca in stile Broken Sword, il titolo è stato paragonato ad avventure grafiche come Phoenix Wright: Ace Attorney e Hotel Dusk: Room 215.